# The Smithereens
The Smithereens són un grup de rock nord-americà format a principis dels 80, a l'estat de Nova Jersey, liderat per Pat DiNizio i compost per Jim Babjak (guitarra), Mike Mesaros (baix) i Dennis Diken (bateria), encara actiu en l’actualitat. La formació es va mantenir sense canvis fins al 2006, quan Mesaros va ser substituït per Severo Jornacion.
El seu estil es fa ressò del dels grups pop de la invasió britànica.
Van debutar el 1982 amb l'EP Girls About Town, seguit d'un segon EP Beauty And Sadness l'any següent on ja van combinar el rock 'n' roll, el power pop de Los Angeles i el folk rock que guanyaven terreny als Estats Units del Sud.
El disc de debut és del 1986, Especially for You, un àlbum original de power pop, encara que deutor del so i les melodies dels anys seixanta, però és amb els posteriors Green Thoughts que el grup aconsegueix la maduresa gràcies a cançons com Only a Memory.
Amb el següent àlbum 11 (del 1989), el grup es va desviar cap a un so una mica més dur, amb l’èxit del tema A Girl Like You pujant a les llistes de Billboard.
Després de Blow Up el 1991 i A Date with Smithereens el 1994, el grup es va separar i DiNizio va continuar en solitari i va llançar Songs and Sounds amb els nous companys JJ Burnel, Tony Smith i Don Dixon.
El 1999 el grup es reuneix i publica God Save the Smithereens.
A la dècada de 2000 van llançar tres àlbums de portada. El 2007, Meet the Smithereens! dedicat als Beatles. Després d’un disc de Nadal i un directe, van llançar un altre disc dedicat als Fab Four, B-Sides the Beatles. El 2009 van tornar a publicar tot el seu àlbum Tommy de la mà de Who publicat sota el nom de The Smithereens Play Tommy.
Després d'onze anys el 2011 es va publicar el seu àlbum de cançons inèdites, el 2011.

## Discografia
Àlbum:
- Especially for You, 1986 (Enigma, Capitol) US #51, UK INDIE #5
- Green Thoughts, 1988 (Enigma, Capitol) US #60, UK INDIE #7
- 11, 1989 (Enigma, Capitol) US #41
- Blow Up, 1991 (Capitol) US #120
- A Date with The Smithereens, 1994 (RCA, BMG) US #133
- God Save The Smithereens, 1999 (Velvel, Koch)
- Meet The Smithereens!, 2007 (Koch)
- Christmas with The Smithereens, 2007 (Koch)
- B-Sides The Beatles, 2008 (Koch)
- The Smithereens Play Tommy, 2009 (eOne Music)
- 2011, 2011 (eOne Music)